# Parque dos Gafos
O Parque dos Gafos é um parque público localizado em Pontevedra, Espanha. É um parque linear em redor do rio Gafos que atravessa o sul da cidade de leste a oeste.

## História
As águas cristalinas do rio Gafos foram o local escolhido desde o século XIX para lavar roupa na cidade, razão pela qual existiam cinco lavadouros. Em 1970, o rio Gafos foi coberto no bairro de Campolongo numa extensão de 500 metros, foi construído um túnel para canalizar as suas águas e em dezembro de 1970 foi criado um grande passeio acima dele. Com o crescimento acelerado da cidade, a degradação do rio Gafos e das suas margens durante as últimas décadas do século XX, fez despertar a consciência cidadã para os seus cuidados, sendo a associação mais importante para a sua defesa a Associação Vaipolorío, criada em 2001.
A partir de 2001, a ideia de recuperar as margens do rio foi resolutamente adoptada. A Junta da Galiza lançou um projecto de recuperação para a criação de um parque ao longo da sua margem direita ao passar pela cidade, que terminou com a criação de um parque linear inaugurado a 29 de Novembro de 2007.
Em 2019, a ideia de descobrir o leito do rio ao passar pelo bairro de Campolongo foi reavivada, o que permitiria a criação de um parque linear de 81.000 metros quadrados à sua volta.. Em março de 2019, o rio Gafos foi declarado área protegida, nomeadamente uma área natural de interesse local (ENIL).

## Descrição
O parque tem 6,5 quilómetros de comprimento e dois quilómetros na parte urbana. As margens do rio foram transformadas, em alguns locais, em grandes áreas de recreio e descanso.
O parque tem três troços bem definidos de sul a norte :
- desde a localidade de Vilaboa ao cruzamento de O Pino, nas portas da cidade, a secção mais natural, onde existem algumas passarelas de madeira ou lajes de pedra que permitem atravessar o rio.
- a parte urbana desde o cruzamento de O Pino até o bairro de Campolongo. É um caminho de cascalho com relva em um ou dois lados, postes de luz LED de ferro enferrujado, bancos e pontes de madeira. Uma ponte pedonal e uma ponte de madeira facilitam a passagem de peões onde o rio é mais inacessível devido à invasão de edifícios nas suas margens por edifícios.[12] A fonte do Gorgullón encontra-se nesta parte. É também nesta seção que os festivais são realizados.[13]
- desde o bairro de Campolongo até foz da ria de Pontevedra, o troço mais modificado, existem algumas passarelas de madeira e uma ponte. Nesta parte, existem vários moinhos antigos para a moagem de grãos.[14][15]

Este parque linear tem uma vegetação rasteira (líquenes, fetos, musgos, silvas), arbustos e árvores nativas (loureiros, amieiros, salgueiros, carvalhos, freixos, bétulas, choupos e castanheiros). Quanto à fauna, o parque tem muitas aves como toutinegras, andorinhas, cucos, andorinhas-do-mato, tetas, poupas, rolas, pintassilgos e estorninhos.

## Galeria de imagens

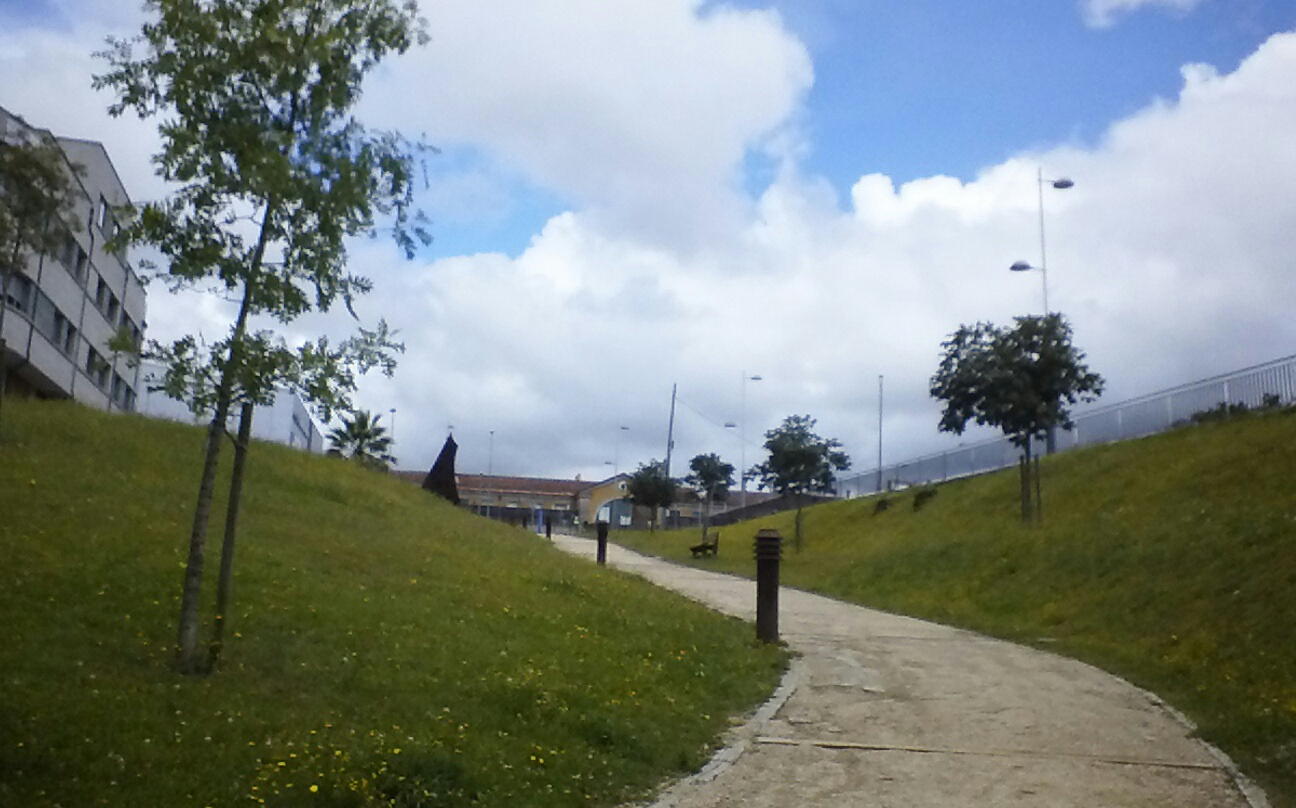
Parque perto do centro comercial Vialia
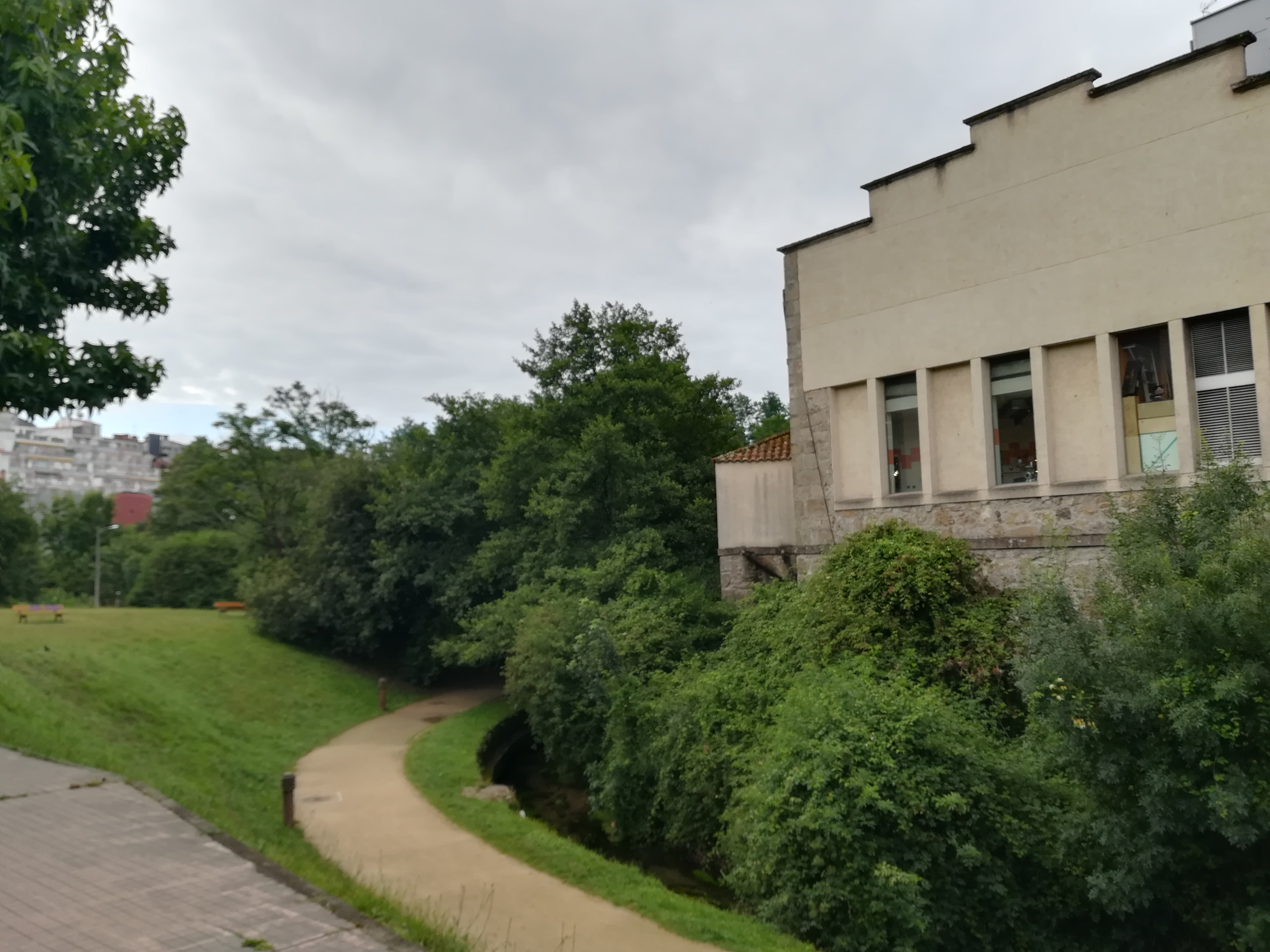
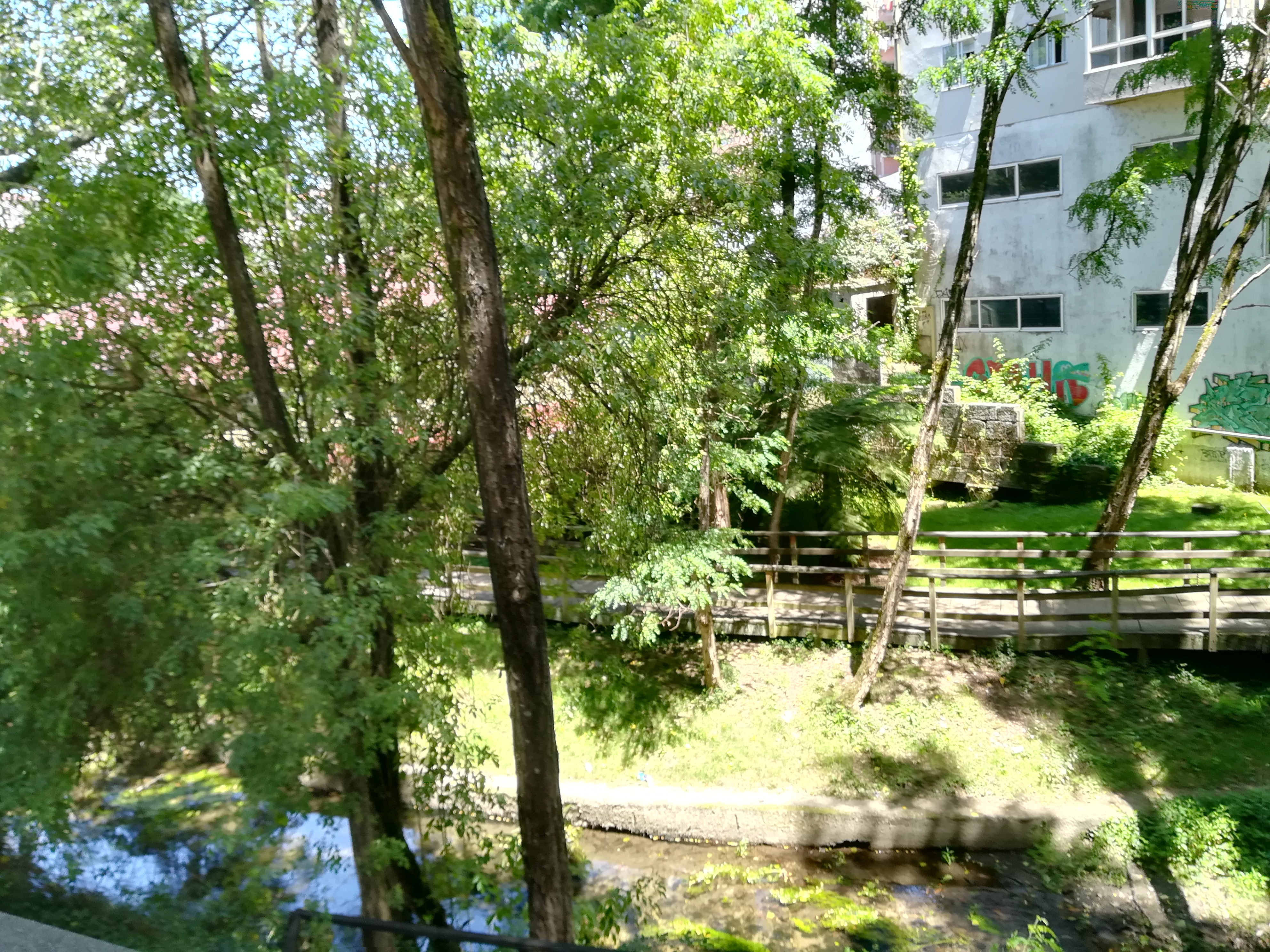
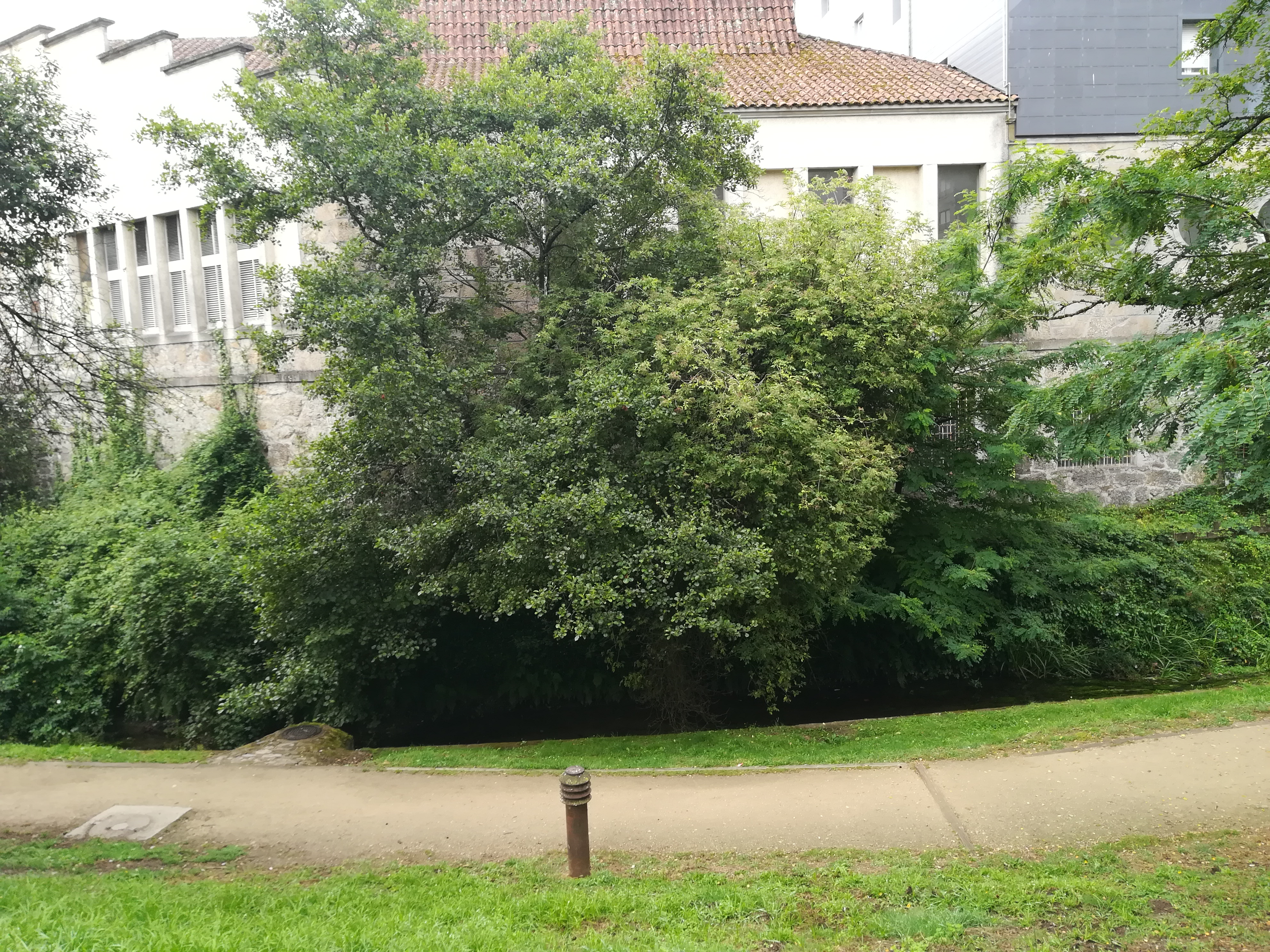
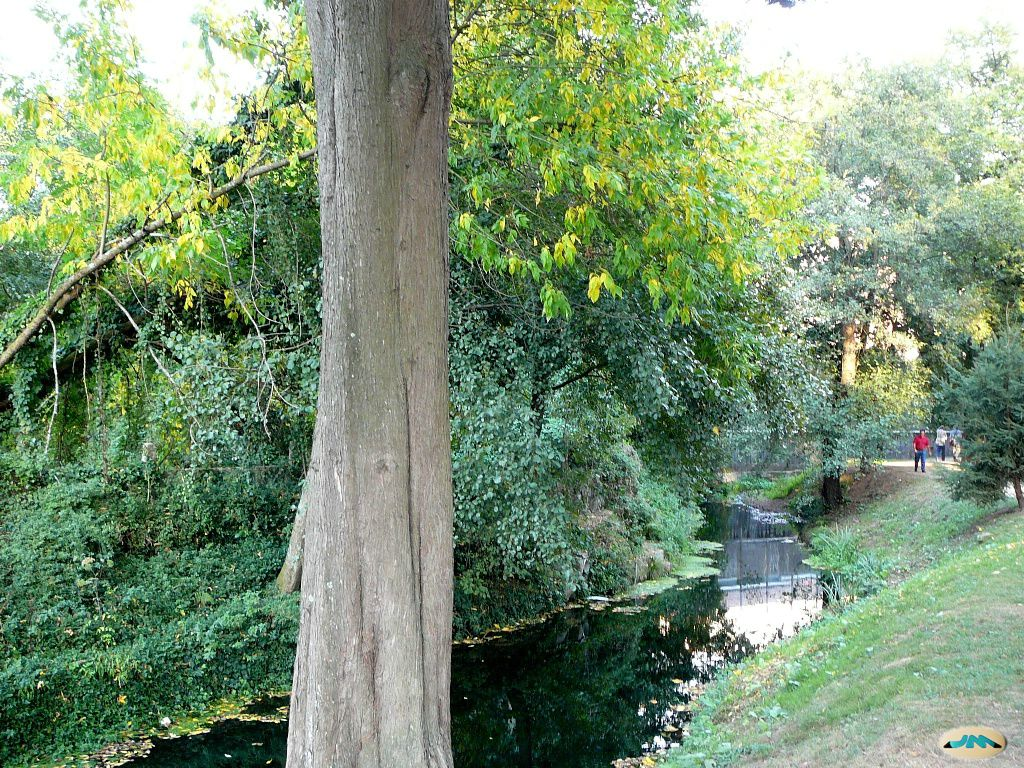
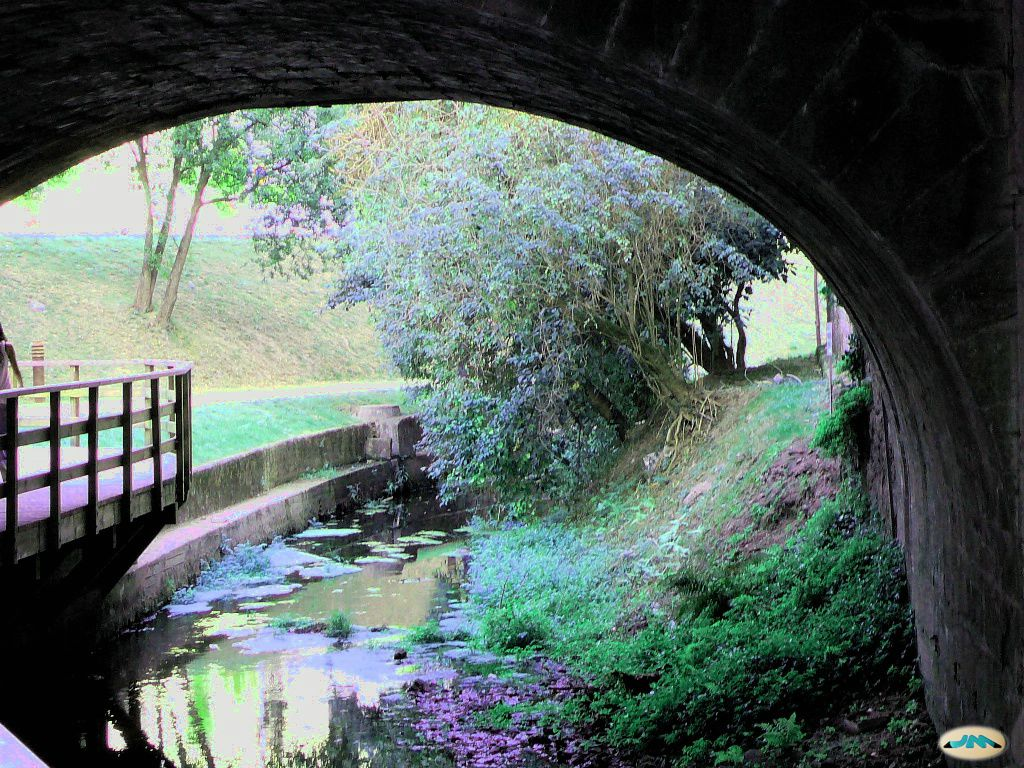
Puente Bolera
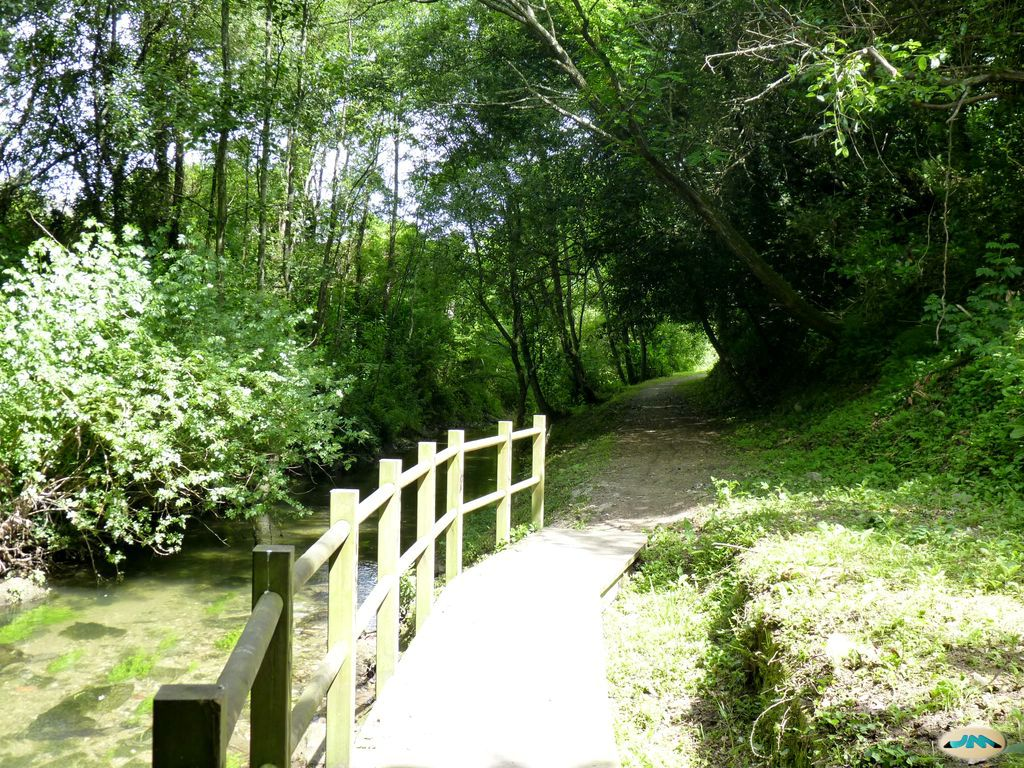
Caminho
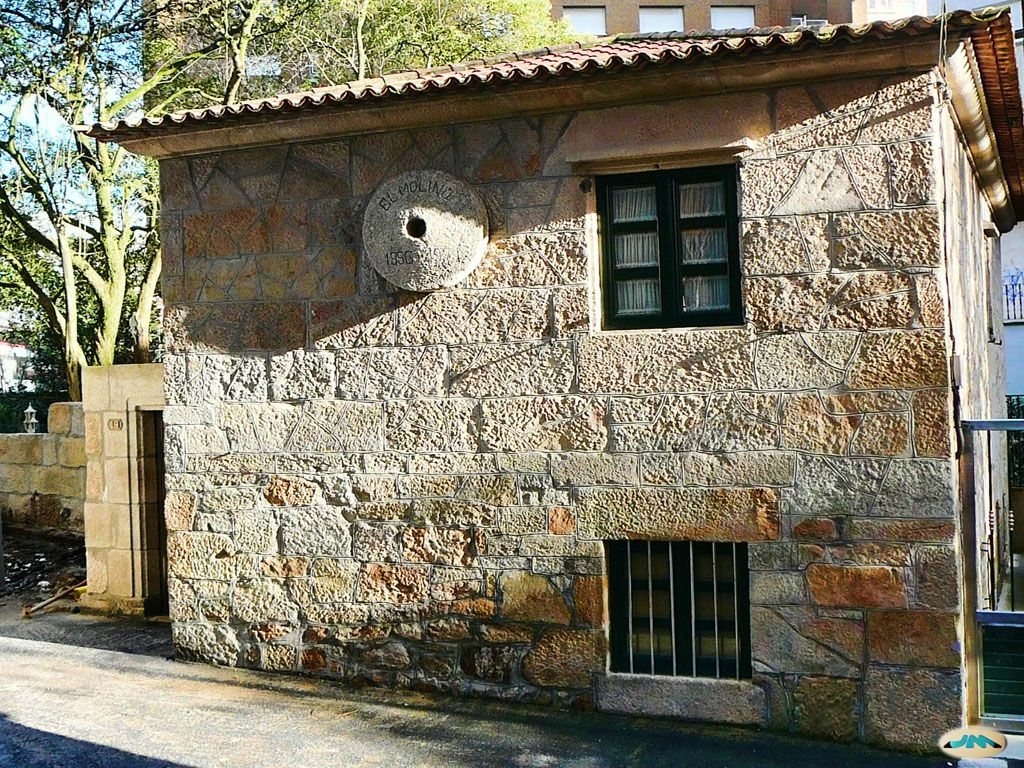
Moinho antigo
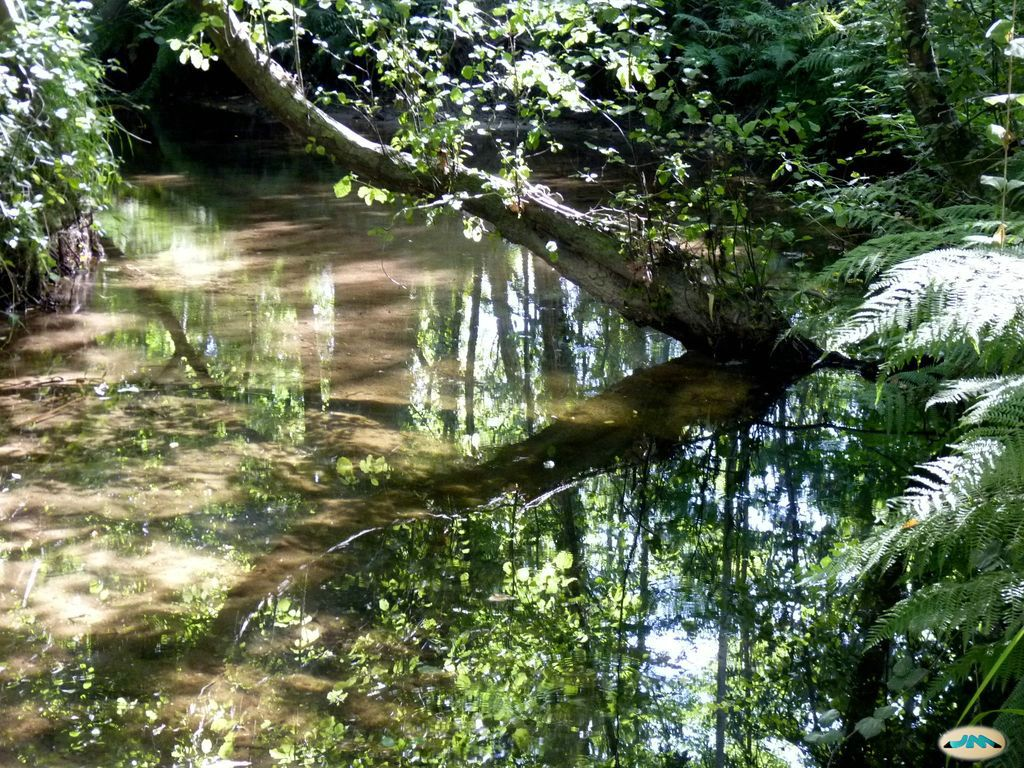
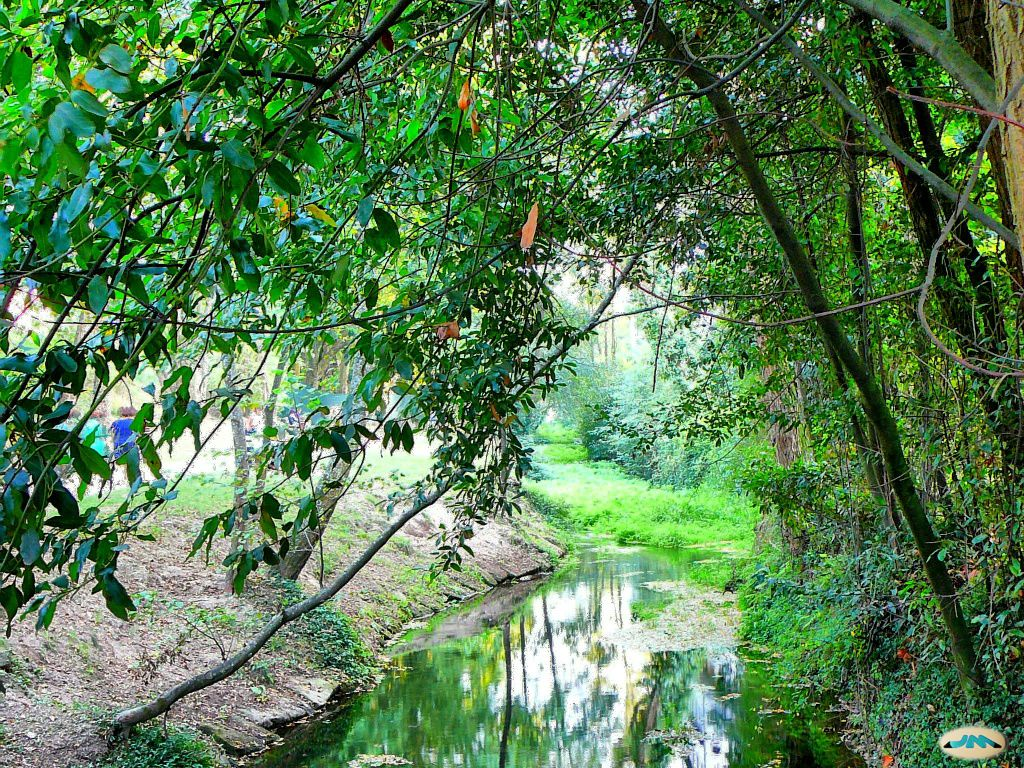

### Artigos relacionados
- Ilha das Esculturas
- Parque Natural Marismas de Alba
- Alameda de Pontevedra
- Parque das Palmeiras